# Callipallene cuspidata
Callipallene cuspidata är en havsspindelart som beskrevs av Stock, J.H. 1954. Callipallene cuspidata ingår i släktet Callipallene och familjen Callipallenidae. Inga underarter finns listade.